# Restaurant Delicius
El restaurant Delicius és un establiment ubicat dins de l'Hotel Balneari Vichy Catalan catalogat dins del Inventari del Patrimoni Arquitectònic de Catalunya. Està situat al nucli urbà de Caldes de Malavella. La seva gastronomia - inclosa dins de l'àmbit de la cuina regional i mediterrània - es caracteritza principalment per l'ús d'aigua natural carbonatada provinent de les fonts del Puig de les Ànimes. L'entrada dins d'aquest espai es realitzen mitjançant un arc de ferradura (estil neomudèjar) però en el seu interior hi ha una ambientació noucentista.
La història d'aquest restaurant està unida a la del propi balneari, doncs es construeix com a complement a l'estada dels hostes. El precursor del projecte va ser el metge Modest Furest Roca que va inaugurar la primera secció del balneari el 12 de juny de 1898. Després de la construcció del primer espai va ser necessària una ampliació que va ser encarregada a l'arquitecte Gaietà Buigas (1900-1901) i continuades per l'arquitecte Manuel Almeda, que finalitza la construcció al 1904. L'última actualització esdevenir al 2001 on es combinen les necessitats actuals sense perdre l'ambientació i la pròpia història de l'espai arquitectònic.